# Ginomorfo

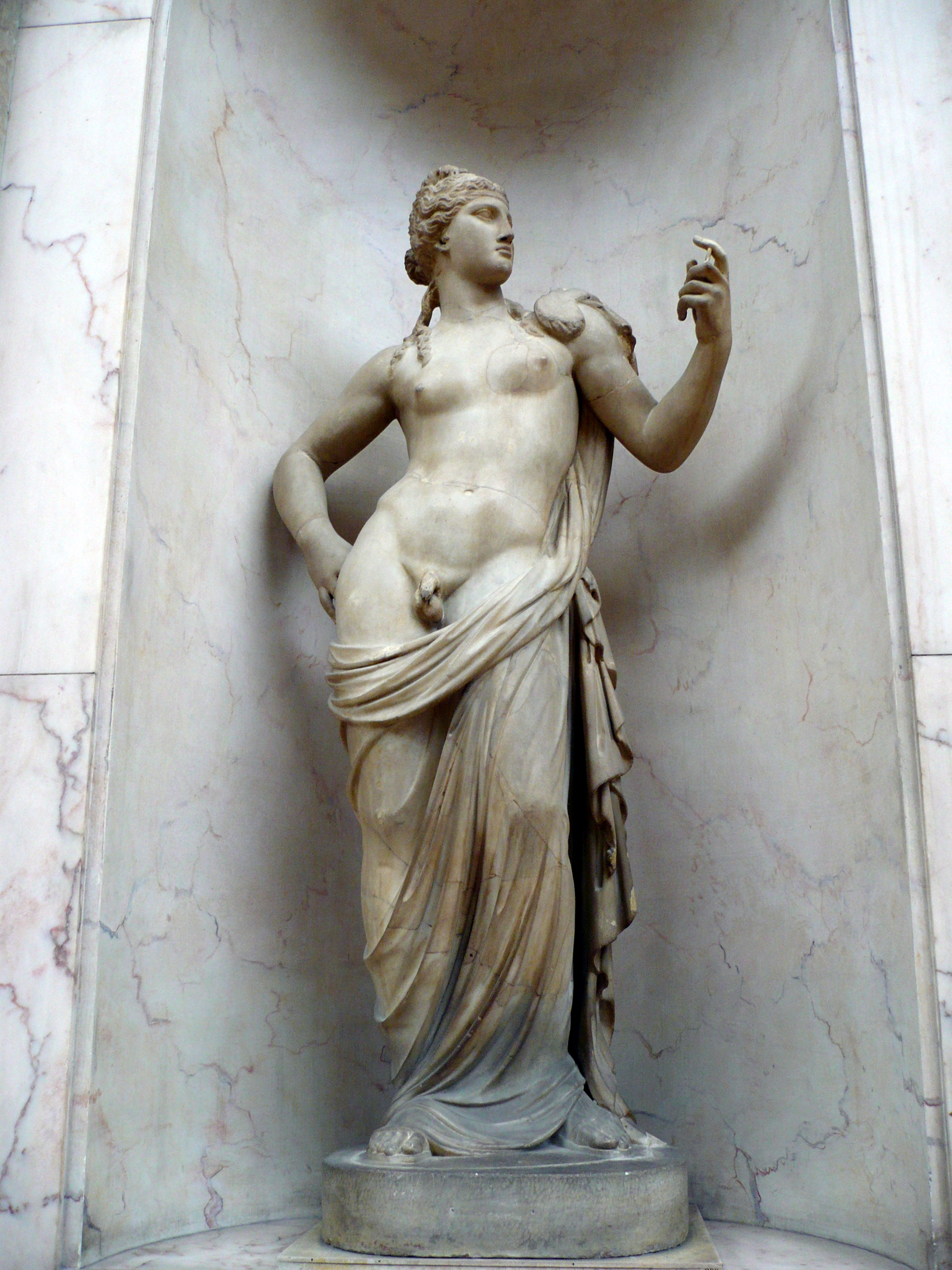
Uma escultura ginomórfica de Baco, Imperial Romano (século II EC), no Museu do Louvre.

Ginomorfo (grego: γυνόμορφ; gyno– "mulher" + morph– "forma", literalmente "em forma de mulher") é uma palavra usada para descrever um organismo com características físicas femininas.

## Mitologia
Na mitologia e religião gregas, um ginomorfo era um deus de duplo gênero com características masculinas e femininas. Os ginomorfos eram retratados como jovens efeminados, como Dioniso, um deus masculino que possuía características distintamente femininas. Os ginomorfos conservavam a capacidade criativa das divindades femininas: tinham úteros cósmicos, mas também possuíam as habilidades inseminadoras atribuídas às divindades masculinas.

## Biologia
Em biologia, um ginomorfo é um organismo com características físicas femininas, enquanto um andromorfo é um organismo com características físicas masculinas. Por exemplo, algumas libelinhas fêmeas apresentam variações de cores normalmente encontradas nos machos. Acredita-se que os andromorfos, por se parecerem com os homens, se beneficiam ao evitar o assédio masculino. Alguns autores propuseram que este benefício é compensado por uma maior probabilidade de detecção de andromorfos em comparação com ginomorfos devido às diferenças na coloração corporal.